# Zebraacara
Zebraacara, också kallad rio negros dvärgciklid (Nannacara adoketa) är en art av dvärgciklid som beskrevs år 1993 av Sven O. Kullander och Saúl Prada-Pedreros. Arten ingår i släktet Nannacara och familjen Cichlidae. Inga underarter finns listade i Catalogue of Life.